# Moltustranda
Moltustranda este o localitate din comuna Herøy, provincia Møre og Romsdal, Norvegia, cu o suprafață de 0,62 km² și o populație de 441 locuitori (2013).